# 中余乡
中余乡，中国浙江省金华市浦江县下辖的一个乡。

## 行政区划
下辖以下地区：
普丰村、蒲阳村、王家山村、小河畈村、方家村、周宅村、中余村、五星村、黄毛村、佛堂店村、冷坞村、杨宅村、义村、雅湖村、石榴坞村、河大元村、塔龙村、思母岭脚村、东湖村、叶岭村、顾家村和车岭项村。